# 埃伯尔斯巴赫
埃伯尔斯巴赫是德国巴伐利亚州的一个市镇。总面积25.76平方公里，总人口3810人，其中男性1890人，女性1920人（2011年12月31日），人口密度148人/平方公里。